# Suhaia
Suhaia – wieś w Rumunii, w okręgu Teleorman, w gminie Suhaia. W 2011 roku liczyła 2338 mieszkańców.